# The Big Bopper
Jiles Perry Richardson alias Big Bopper est un chanteur américain né le 24 octobre 1930 à Sabine Passage au Texas, mort en 3 février 1959 dans un accident d'avion surnommé The Day the Music Died.

## Biographie

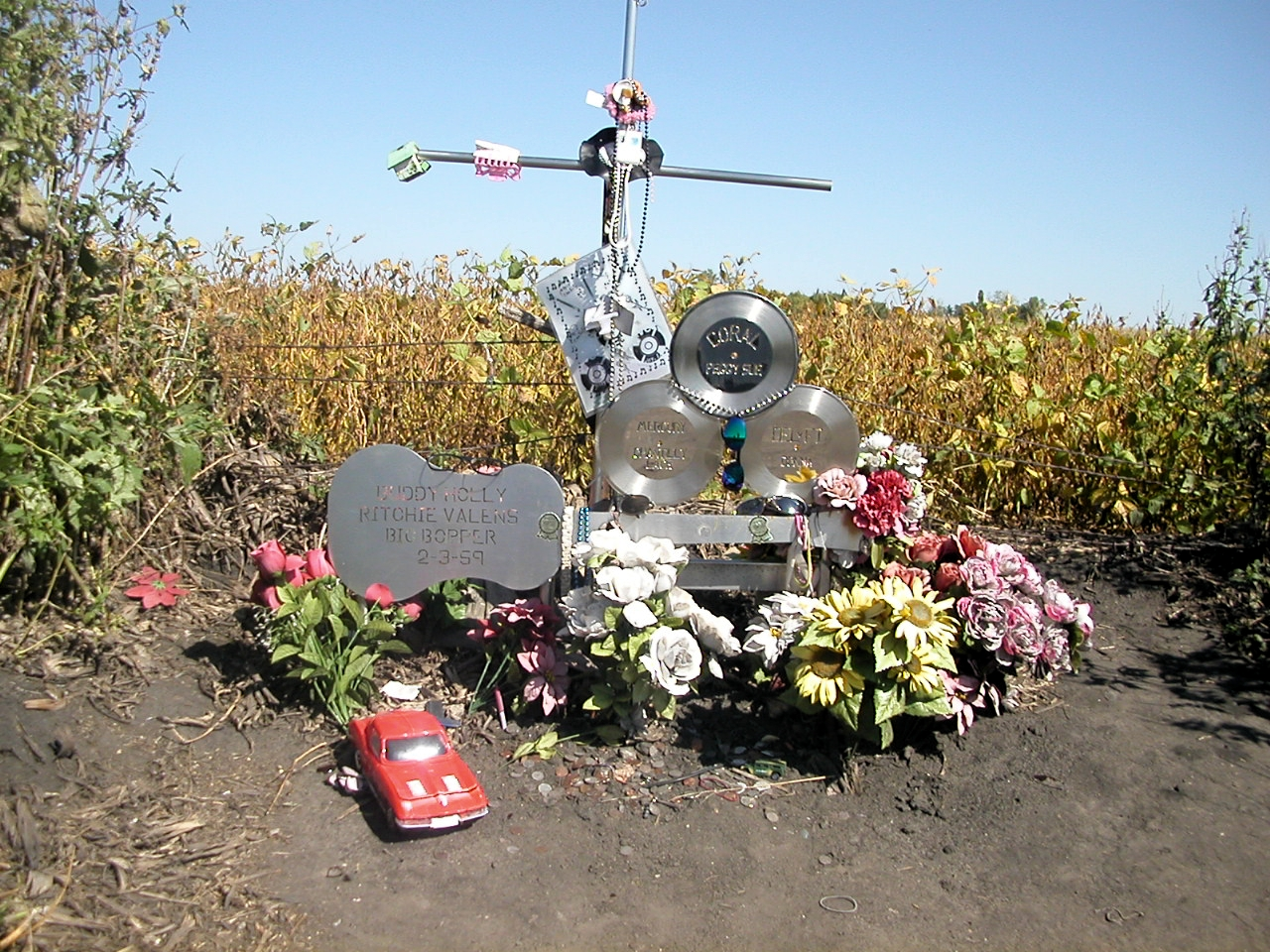
Mémorial installé à l'endroit de l'écrasement.

La famille Richardson s’installe à Beaumont. Se passionnant pour le monde du divertissement, il obtient un diplôme de technicien en radiodiffusion et télévision. Lors de son service militaire, il est affecté en tant qu’instructeur radar.
De retour à la vie civile, il est disc jockey sur la radio locale KTRM. C’est à cette époque qu’il prend le surnom de « Big Bopper » : son émission « La grande exposition de Bopper » devient célèbre et il est nommé directeur des programmes. En 1957, il décroche un record du monde, le Discathon : le programme le plus long en diffusant 1821 titres sur six jours.
Auteur et chanteur à ses heures perdues, il décide de franchir le pas et obtient un succès d’estime, tout en composant aussi pour les autres.
Big Bopper est surtout connu pour un titre, Chantilly Lace et sa célèbre introduction : « Hello Baby ! ». Ce titre est classé en 1958 dans le top 10 et Big Bopper signe avec la maison de disques Mercury Records.
Il part en tournée à travers les États-Unis aux côtés notamment de Buddy Holly au début de l’année 1959. Le 2 février, refusant de continuer la tournée en bus, il décide, avec ce dernier et Ritchie Valens, de louer un petit avion (Beechcraft Bonanza) avec pilote. Pris dans une tempête de neige, le petit avion s’écrase le 3 février à 0 h 50, à Clear Lake dans l’Iowa. En 1971, Don McLean leur rend hommage dans une chanson de son album American Pie.